# Мемориальный дом-музей Л. В. Собинова
Мемориальный дом-музей Леонида Витальевича Собинова — мемориальный музей, посвящённый жизни и творческой деятельности русского певца Л. В. Собинова, а также истории его семьи и творческой судьбе детей певца. Располагается в бывшем фамильном доме купцов Чистовых-Собиновых. Помимо собственно музейной деятельности, дом-музей (в составе Ярославского музейного заповедника) проводит собственную выставочную деятельность, а также камерные концерты (параллельно с залом «Классика», расположенным на территории Спасо-Преображенского монастыря) и рождественские интерактивные программы для детей.
Работает со среды по воскресенье с 10:00 до 17:45; в дни вечерних концертов, проводимых в гостиной музея, режим работы обычно сокращается до 16:00 или 17:00.

## История создания
Формирование коллекции музея началось в 1972 году. Первыми дарителями коллекций стали вдова Л. В. Собинова Нина Ивановна, младшая дочь Светлана Леонидовна Собиновы, а впоследствии и внучка И. Л. Собинова-Кассиль, правнук Борис Плотников и другие потомки певца. В 1992 году бывший фамильный дом Собиновых-Чистовых был передан администрацией Ярославля на баланс Ярославского музея-заповедника, была проведена его первая реставрация под рук. С. Н. Столяровой. За 1992—1994 год была произведена наиболее активная работа по укомплектованию будущих музейных фондов, также из Берлина на баланс Ярославского музея-заповедника поступила коллекция личных вещей и нотных автографов Б. Л. Собинова. Первая крупная выставка музея открылась 14 октября 1994 года, когда публике были представлены мемориальный зал и будущая музыкальная гостиная музея, а днём официального открытия стало 26 мая 1995 года, а запуск новой музейной площадки был приурочен к 132-летию со дня рождения Л. В. Собинова (хотя при этом была допущена календарная ошибка — по новому стилю день рождения певца выпадал на 7 июня).
В 2008—2015 годах проведена вторая комплексная реставрация особняка Собиновых-Чистовых. Были полностью отреставрированы деревянные элементы конструкции дома, также установлены интерактивные элементы и кресла яйцевидной формы, в которых установлены планшеты с доступом к фонотеке из оцифрованных грамофонных записей Л. В. Собинова.
С 2004 по 2021 год у музея действовал свой сайт-архив, который, помимо собственно информации о работе музея представлял собой собрание научно-справочной информации о певце, включая относительно полную (до 1997 года) библиографию о его жизни и творческой деятельности. После открытия в 2017 году страницы музея на основном сайте Ярославского музея-заповедника старый сайт перестал обновляться, и весной 2021 года был окончательно закрыт.

## Основные фонды

Блюдо с иконографическим портретом архиеп. Яниса (Поммера), подаренное музею осенью 2020 года

Музейная экспозиция располагается на двух этажах фамильного особняка, принадлежавшего купеческой династии Собиновых-Чистовых. Экспозиции на первом этаже посвящены истории рода Чистовых, на втором этаже — непосредственно биографии и творческой деятельности Л. В. Собинова. На втором этаже расположены мемориальные комнаты певца, в которых экспонируются его личные вещи, предметы одежды (включая периодически обновляемые театральные костюмы), посуда, ноты из личного репертуара певца. В парадной комнате на втором этаже располагается мемориальное механическое пианино.
В музыкальной гостиной представлены отдельные листы нотных изданий — помимо фрагментов романсов, исполнявшихся певцом, выставлены некоторые автографы из неоконченной музыки к «Саломее» Ю. Л. Собинова, романсов Б. Л. Собинова и других произведений. Имеется рояль, за которым проводятся камерные концерты.